# 313 г. пр.н.е.
313 (триста и тринадесета) година преди новата ера (пр.н.е.) е година от доюлианския (Помпилийски) римски календар.

## Събития

### В Гърция
- Населението на Епир призовава бившия цар Еакид да се завърне на престола. Касандър веднага изпраща армия, ръководена от брат му Филип, срещу него. Еакид губи борбата с македонците и пада убит в битка.[1]

### В Египет
- Столицата на Египет е преместена от Мемфис в Александрия.[2]

### В Римската република
- Консули са Луций Папирий Курсор (за V път) и Гай Юний Бубулк Брут.
- Римляните си връщат контрола над Фрегеле и завладяват Нола.[3]
- Основани са латински колонии в Суеса Аурунка, Сатикула и Понтие.[3]

## Починали
- Еакид, цар на Епир